# Marilyn Silverstone
Marilyn Silverstone (9. března 1929 Londýn – 28. září 1999 Klášter Shechen) byla americká fotožurnalistka a buddhistická mniška.

## Život a dílo
Narodila se v Londýně americkým rodičům, kteří se před 2. světovou válkou vrátili zpět do Ameriky, kde absolvovala studia na Wellesley College. Poté pracovala jako editorka v několika časopisech a mimo jiné se zajímala o fotografování.
V roce 1955 začala, jako profesionální a nezávislá fotografka, cestovat do Afriky, Střední Ameriky, Sovětského Svazu, Polska, Jugoslávie a dalších zemích. V roce 1959 byla poslána na krátkou cestu do Indie – zde začala fascinace touto zemí, která trvala po zbytek jejího života. Pořídila zde snímky Dalajlámy, který utekl do Indie před čínskou okupací Tibetu, přičemž její snímek Dalajlámy při otevírání tibetského domu v Novém Dillí se dostal na titulní stránku časopisu Life. Její reputace stoupala a v roce 1967 se stala členkou zpravodajské agentury Magnum Photos. Její práce sahala od fotografování Indiry Gándhíové přes Alberta Schweitzera až např. po snímky z vietnamské války.
Až do roku 1973 žila se svým manželem Frankem Moraesem v Novém Dillí. Během svého pobytu v Indii se zajímala o buddhismu a po smrti svého manžela se rozhodla následovat lámu Dilgo Khjence rinpočhe a odešla na odlehlý klášter v Nepálu. V roce 1977 složila sliby, stala se buddhistickou mniškou a přijala nové jméno Bhikshuni Ngawang Chödrön. Zemřela na rakovinu ve svých 70 letech.

## Publikace
- Gurkhas And Ghosts: The Story Of A Boy In Nepal. London: Methuen Publishing, 1964. [reprinted by Criterion Books, New York, 1970. ISBN 0-316-92875-5.]
- Bala: Child of India. New York: Hastings House, 1968. ISBN 0-8038-0670-1.
- Ocean of Life: Visions of India and the Himalayan Kingdoms. New York: Aperture Foundation, 1985. ISBN 0-89381-195-5.